# One of Us Is The Killer
One Of Us Is The Killer es el quinto álbum del grupo de hardcore y mathcore estadounidense The Dillinger Escape Plan. Es su primer disco publicado por la discográfica Sumerian Records. Este álbum se acercaría más (teniendo en cuenta lo muy propio y complejo que es el estilo del grupo) al género del Mathcore

## Estilo
"One Of Us Is The Killer" es considerado como "...el asentamiento definitivo de todo lo que han sido The Dillinger Escape Plan. Desde caóticos despliegues de instrumentos hasta momentos menos directos, casi melódicos."
El trabajo en las canciones se ha centrado principalmente en los instrumentos (guitarras, percusiones, etc.) a través de una técnica amplia y una potencia desbordada, numerosos y bizarros experimentos junto con su toque personalizado, que ha hecho que este álbum se haya ganado el favor de los fanáticos desde el primer momento y haya alcanzado una gran notoriedad entre el público.

## Singles
El disco está compuesto de un total de once pistas:
- 1-Prancer. (Introducción)
- 2-When I Lost My Bet.
- 3-One of Us Is The Killer.
- 4-Hero of the Soviet Union.
- 5-Nothing's Funny.
- 6-Understanding Decay.
- 7-Paranoia Shields.
- 8-CH 375 268 277 ARS.
- 9-Magic That I Held You Prisioner.
- 10-Crossburner.
- 11-The Threat Posed By Nuclear Weapons.